# Prionyx chobauti
Prionyx chobauti är en biart som först beskrevs av Roth 1925.  Prionyx chobauti ingår i släktet Prionyx och familjen grävsteklar. Inga underarter finns listade i Catalogue of Life.